# 夏服のイヴ
『夏服のイヴ』（なつふくのイヴ）は、1984年7月7日に公開された東宝配給の日本映画である。松田聖子の主演第3作品目。

## スタッフ
- 監督：西村潔
- 製作：小林桂子
- 企画：相澤秀禎
- 原案・脚本：ジェームス三木
- 撮影：加藤雄大
- 照明：大澤暉男
- 録音：近田進
- 美術：樋口幸男
- 音楽：日野皓正
- 編集：武田うめ
- イメージクリエーター：松本隆

## キャスト
- 藤枝牧子：松田聖子
- 西丸秀和：羽賀研二
- 桜井加代：風見章子
- 宗方明：山越正樹
- 宗方すみれ：近藤光子
- 宗方ゆず：近藤花恵
- 飯田操：岩城徳栄
- 江尻章子：朝比奈順子
- 藤枝良市：名古屋章
- 藤枝しのぶ：加茂さくら
- 藤枝浩：坂野啓
- 幼稚園園長：堺左千夫
- ジミー・ローレンス：デビッド・テレフォード
- ジェーン・ローレンス：ジャニス・グレイ
- ジョー・ローレンス：グレッグ・ライト
- デビッド・ローレンス：マルセラス・ヴァンファスト
- 西丸富子：野際陽子
- 宗方征一郎：近藤正臣

## 主題歌
松田聖子「夏服のイヴ」（発売元：CBSソニー）

## 同時上映
「刑事物語3 潮騒の詩」
- 主演：武田鉄矢
- 出演：沢口靖子
- 監督：杉村六郎

## TV放送
- 1985年6月24日に、松田聖子が神田正輝と結婚。その記念番組として6月26日、日本テレビ「水曜ロードショー」で『結婚おめでとう！夏服のイヴ 南十字星に誓った愛…聖子青春の旅立ち!!』という題名でTV初放映された。